# Ultramicrobactérie
Les ultramicrobacteries sont des bactéries considérablement plus petites que toutes les cellules des bactéries connues jusque dans les années 1980 (qui mesurent habituellement de 0,2 à 2 micromètres de diamètre). 
Ces très petites cellules bactériennes sont différentes des prétendues « nanobactéries » ou « nanoparticules calcifiées », qui furent - un temps - proposées comme organismes vivants de 0,1 µm de diamètre ; Ces dernières structures sont maintenant considérées comme des artefacts non-vivants ; il s'agit probablement de précipités de matière inorganique,. On pourra exclure aussi les Leptospires, qui sont de diamètre simialire (0.1µm) mais très longues  

## Histoire
Le terme « ultramicrobacteries » a  été créé en 1981 pour décrire de minuscules cocci trouvés dans l'eau de mer, d'une taille inférieure à 0,3 µm de diamètre.
D'autres minuscules bactéries ont été isolées d'échantillons de sols, qui semblent associer des espèces gram-positives et gram-négatives.
Beaucoup, si ce n'est la totalité, de ces petites bactéries semblent être des formes dormantes de cellules plus grandes ; un stade qui permettrait la survie de bactéries normales dans des conditions difficiles.

Lors de ce processus, les cellules bactériennes inhibent leur métabolisme, ce qui leur permet de freiner ou stopper leur croissance. Elles ne se reproduisent pas et stabilisent leur ADN, créant des cellules dormantes, pouvant rester viables (durant plusieurs années au moins).

Ces formes dormantes pourraient être le type le plus commun des ultramicrobacteries trouvées en eau salée.